# Смерть ребёнка в славянской культуре
Смерть ребёнка вписывается в традиционную картину мира славян и увязана с рядом народных представлений. В первую очередь это понятие о «веке» — сроке, который отведён человеку для земной жизни, а также о доле, норме и аномалии, обязательности выполнения норм поведения и соблюдения запретов, вере в действенность мысли и произнесённого слова и др.
Соединение христианских представлений с народными приводит к сочетанию, фатализма («на роду написано»), веры в предопределенность, в том числе Богом или демонами судьбы) и убеждённости, что при помощи ритуалов и магических действий возможно смоделировать долгую жизнь для новорождённого. Считается также, что жизнь может быть отнята через проклятие, оговор/сглаз, порчу и др. Смерть детей — даже не молодых — является для родителей такой трагической аномалией, нарушением «законов жизни» и череды событий, что требует особой интерпретации и поминовения.
Восприятие смерти ребёнка, ритуальный комплекс его погребения и поминовения и забота о его посмертной судьбе обнаруживают много общего с восприятием и обрядовым оформлением «естественного» ухода на тот свет пожилого человека. В то же время имеется ряд специфических особенностей, которые отличают похоронную обрядность ребёнка как «маленького». Наблюдается мотив «вписанности» ребёнка в семью, его неразрывной связи с родителями, в особенности с матерью, а также братьями и сёстрами — как родившимися, так и потенциальными.

## Восприятие
По сведениям даже XIX–XX веков в бедности и  при отсутствии медицинской помощи дети гибли часто. Реакцией на это были выражения: «Одним ртом меньше», «Бог дал, Бог взял», «Слава Богу! Господь убавил», «Бог души не вынет, сама душа не выйдет. Кто вложил душу, тот ее и взял». В верованиях украинцев по старикам можно плакать, а по детям - «грех». В болгарской традиции родители «не должны сердить Бога, иначе он не даст им еще детей. Люди знают, что почти во всех семьях младенцы отданы Богу в жертву, и утешаются этим». Чехи объясняют запрещение горевать по умершему ребёнку тем, что его изгонят из рая.
Однако в любых семьях уход из жизни младенца обычно сопровождался тяжёлыми переживаниями, в особенности матери. Подход к смерти отличался амбивалетностью: смирение, принятие смерти в качестве Божьей воли и ритуальное её игнорирование, но одновременно — протест, отрицание и горе. Если «дети не держатся» в семье, умерло несколько детей и ни один ребенок не выжил, для того чтобы новорожденные «удержались», совершались различные ритуальные действия как при смерти одного ребёнка, так в случае рождения следующего.

## Причины и особенности
Даже естественные причины смерти понимались как в рамках народных поверий — предсказанная трагическая судьба ребёнка, сглаз, порча, проклятие, действие демонов, наказание за нарушение запретов работы в определённые дни недели и праздники, различных ритуальных правил и др. Предвестниками смерти ребёнка, как и взрослого, могут считаться сны. Эти сны не сообщают о событии прямо, но подвергаются особому толкованию.
Считалось, что если у молодых умирают дети, кто-то ещё до их рождения перед выездом молодого в сваты погрыз щепотку соли и выплюнул на порог дома или вырвал из венка невесты листик руты и бросил налево на первую попавшуюся могилу (белорусы)
Некрещёные дети в славянской культуре считались связанными с нечистой силой; после смерти они могли быть символически окрещены посмертно либо становились демонами, вредящими живым. Дети от рождения до крещения или дети, умершие «без креста», считаются нечистыми (укр. маняк, нави, страчче, болг. дяволче, шумник, лехусче), у них нет имени (ср. рус. «без имени ребёнок — чертёнок», архангел. безымённый, болг. безиманко). В русской традиции детей до крещения звали Богданами, Богдашками. Считается, что у некрещённых детей нет подлинной души, а только «пара», как у животных, также нет пола. В наименованиях некрещённого ребенка он отождествляется с иноверцем: брян. ирад, архангел. лоп («саам»), болг. еврейче, поганче, помачета, серб. чоре, турке, бугарче, влашче, шилеже, булче, циганчица), с голым младенцем (болг. голчо). Другие наименования включали: адамче, кушльо, цурчо, немощийка, моменче.
Смерть «без креста» и «без имени», согласно поверьям, означает для ребёнка ужасную посмертную судьбу: попадание в ад, «он как нерождённый», безымянный, молиться за его душу может только мать и др. Отсюда стремление быстрее крестить ребёнка, который рождался ослабленным. Священник мог разрешить наречь именем и окрестить повитухе, свекрови или даже отцу. Некрещёных и соответственно «безымянных» детей хоронили под домом, окном, порогом, во дворе, под деревом в саду, под розовым кустом роз, в загоне для овец, в лесу, на перекрестке, на валу; так или иначе за пределами кладбища рядом с оградой или в его углу, обычно без креста.
Важен характер смерти. Отдельной категорией считались дети, которые были случайно задушены матерью во сне. Свой грех «заспавшая» ребёнка отмаливала, проводя три ночи в церкви и каясь. Возраст умершего ребёнка определял отдельные элементы ритуала и представлений о посмертной судьбе.

## Похороны
Не принято извещать о смерти ребёнка, как в случае смерти взрослого, сообщалось только членам семьи. На воротах не вывешивались траурные знаки, родители не носили траурной одежды, не выполнялся ряд других ритуалов, связанных со смертью близкого или односельчанина. Одевали умершего ребёнка особенным образом. Похороны были скромными. Имелось представление, что умерший ребёнок продолжает расти, поэтому его рубашку не сшивали по бокам или специально распарывали посередине. В стремлении уберечь семью от гибели других детей и обеспечить выживание ещё неродившихся выполнялись разнообразные магические акты. Так, в Болгарии на погребение младенцев повитуха замыкала дверной замок и клала его под спину умершему, а ключ бросала в колодец, чтобы не умирали другие дети. Иногда с целью «замыкания смерти» замок бросался в могилку. У всех славян имел место запрет на участие в похоронах первенца матери, а часто и отца, чтобы у них могли родиться здоровые дети. Родители не допускались ко гробу, особенно если умер первенец, скрывалось время и место похорон. Вынеся ребёнка из дома, болгары и македонцы вили китки (букетики) из герани и ими украшали мать, которая смеялась и танцевала во дворе, «чтобы зло не радовалось».

## Память
Траур по умершему первенцу его родными не носился, но по последующим детям траур соблюдался. Болгарские мужчины в течение трёх дней ходили без шапок, девушки (старшие сестры, незамужние тетки) расплетали косы, а женщины не носили серёг и бус. Некоторые родители на Балканах соблюдают траур по детям до конца жизни.
На поминках в ходе дальнейшего поминовения на стол ставились «детские» угощения, сладости, яйца, молоко. На могиле оставлялись фрукты, она поливалась водой. У южных славян в поминальные дни выпекались хлеба «детского» размера. Белорусы Могилёвской области выпекали специальные ладкi, чтобы не гибли другие дети. На поминки по ребёнку собирали его ровесников.
От тоски читались заговоры, она «смывалась» в бане, куда шли родители после поминок. Чтобы мать не тосковала по умершему, ей сыпался за шиворот песок с могилы, пряди волос умершего ребенка зашивались в ладанку и др.
На похоронах, в рамках поминальной обрядности важную роль играют живые дети, в особенности сверстники умершего, играют важную роль, считаются посредниками между родителями и погибшим. Так, у старообрядцев Румынии матерью выбирается в селе один ребёнок того же пола и возраста, что и умерший, и на все праздники она дарит ему подарки и всю жизнь шьёт одежду. На Троицу родители, потерявшие детей, собирали других детей и угощали их.
В причитаниях усилены мотивы раннего ухода, непрожитого века, метафорически передаваемые посредством обращения к ребёнку как к недозрелой ягодке, вишенке, яблоне, которая набирает силы, и др.
Современная похоронно-поминальная практика сохраняет детские мотивы. На могилу несут игрушки, конфеты, яблоки и другие лакомства, на надгробных памятниках пишутся имена детей в ласкательной форме. В некрологах, имеющих распространение в Болгарии, преобладают сказочные мотивы и декоративные элементы. Особенно сильно такое поминовение проявляется после трагических событий, унесших сразу много детских жизней.

## Посмертная судьба
Посмертная судьба крещённого ребёнка связывалась с возрастом. Возрастные группы включали: до трёх, пяти, семи (один из самых часто встречающихся «рубежей», который  отделял безгрешное дитя от грешного), восьми, десяти, двенадцати лет. Почти повсеместно умерший ребёнок считается «чистым», воспринимается ангелом, херувимом. Умершие вскоре после рождения, если они были крещены, попадают в рай (общеслав.); в поверьях болгар они спасают мать из ада. После смерти грудного младенца чтобы он «не ходил» к матери за молоком, она пряталась, не ночевала дома и др. У русских считается, что двух- и трёхлетний ребенок обязательно станет ангелом, семилетний попадает в рай. У южных славян с тринадцати-четырнадцатилетнего возраста для умерших подростков использовались элементы погребения-свадьбы. На Русском Севере считалось, что дети до семи лет безгрешны, поэтому они умирают без страданий.
У болгар считается, что до сорокового дня умерший ребенок находится с матерью. На сороковой день в девятый час Богородица отделяет его от матери.
Для умершего искалась помощь от «предков». Умерший старше восьми лет обретает посмертную судьбу «по делам». Если умирал «возрастный» ребёнок, его просили взять под опеку всех прежде умерших детей и молодых. Если гибло дитя, обращались к усопшим родственникам, чтобы они взяли его под покровительство. Душа ребенка до сорокового дня является живущим в образе насекомого, мухи, бабочки, сверчка. Все смотрят, куда она летит, считается, что в рай.
Как в отношении агонии взрослого, считается, что, пока ребенок не умрет, нельзя плакать, мотивировка отличается: если плакать, душа уйдет глубже, а если не плакать, то вознесётся. У хорватов считалось, что слёзы матери не должны попадать на гроб, иначе на том свете у ребёнка будет мокрая рубашечка. Запрет плакать по умершему после его погребения объясняется по-разному: ребёнок утонет в слезах; будет лежать в воде; потому, что он — ангел.